# Arrest Lindeboom/Amsterdam
Het Arrest Lindeboom/Amsterdam (HR 19 december 1969, NJ 1970/154) is een uitspraak van de Nederlandse Hoge Raad, met betrekking tot een onherroepelijk aanbod.

## Casus
In juni 1964 had prof. Lindeboom zijn kliniek te koop aangeboden aan de gemeente Amsterdam voor een bedrag van 1,75 miljoen gulden, onder voorwaarde dat koop en overdracht zouden plaatsvinden tussen 15 november en 15 december 1964.
Het betrof een recht van erfpacht plus bebouwing (de kliniek).
In augustus verzocht de professor aan de gemeente om hem vóór 7 september uitsluitsel te geven. Deze aanvulling op het oorspronkelijke aanbod is door de gemeente genegeerd. De gemeenteraad besloot in oktober de kliniek te kopen en de gemeente Amsterdam aanvaardde het aanbod in november, dus binnen de (oorspronkelijk) gestelde termijn. De professor stelde vervolgens dat geen overeenkomst tot stand is gekomen, omdat hij zijn aanbod had ingetrokken.

## Hoge Raad
De Hoge Raad concludeerde

dat degeen, die zijn aanbod onherroepelijk maakt, daarmee zichzelf de bevoegdheid ontneemt om alsnog te voorkomen, dat door aanvaarding van het aanbod binnen de gestelde termijn de overeenkomst tot stand komt.

Professor Lindeboom had dus zelf veroorzaakt dat het aanbod niet kon worden herroepen, door een uiterste datum vast te stellen.